# Karol Załuski (zm. 1735)
Karol Załuski herbu Junosza (zm. w 1735 roku) – generał wojsk koronnych, kuchmistrz litewski i brygadier w 1710 roku, starosta liwski w 1730 roku, marszałek ziemi wieluńskiej w konfederacji dzikowskiej w 1734 roku.
Był uczestnikiem Walnej Rady Warszawskiej 1710 roku. Poseł na sejm z limity 1719/1720 roku z ziemi wieluńskiej. Jako deputat i poseł z wieluńskiego na sejm elekcyjny podpisał pacta conventa Stanisława Leszczyńskiego w 1733 roku.